# الاعدان (بعدان)

تعديل مصدري - تعديل

الاعدان محلة تابعة لقرية الرقامي د حبيل، التابعة لعزلة الدعيس بمديرية بعدان إحدى مديريات محافظة إب في الجمهورية اليمنية، بلغ تعداد سكانها 112 حسب تعداد اليمن لعام 2004.